# Чайник

Чайник эмалированный для воды

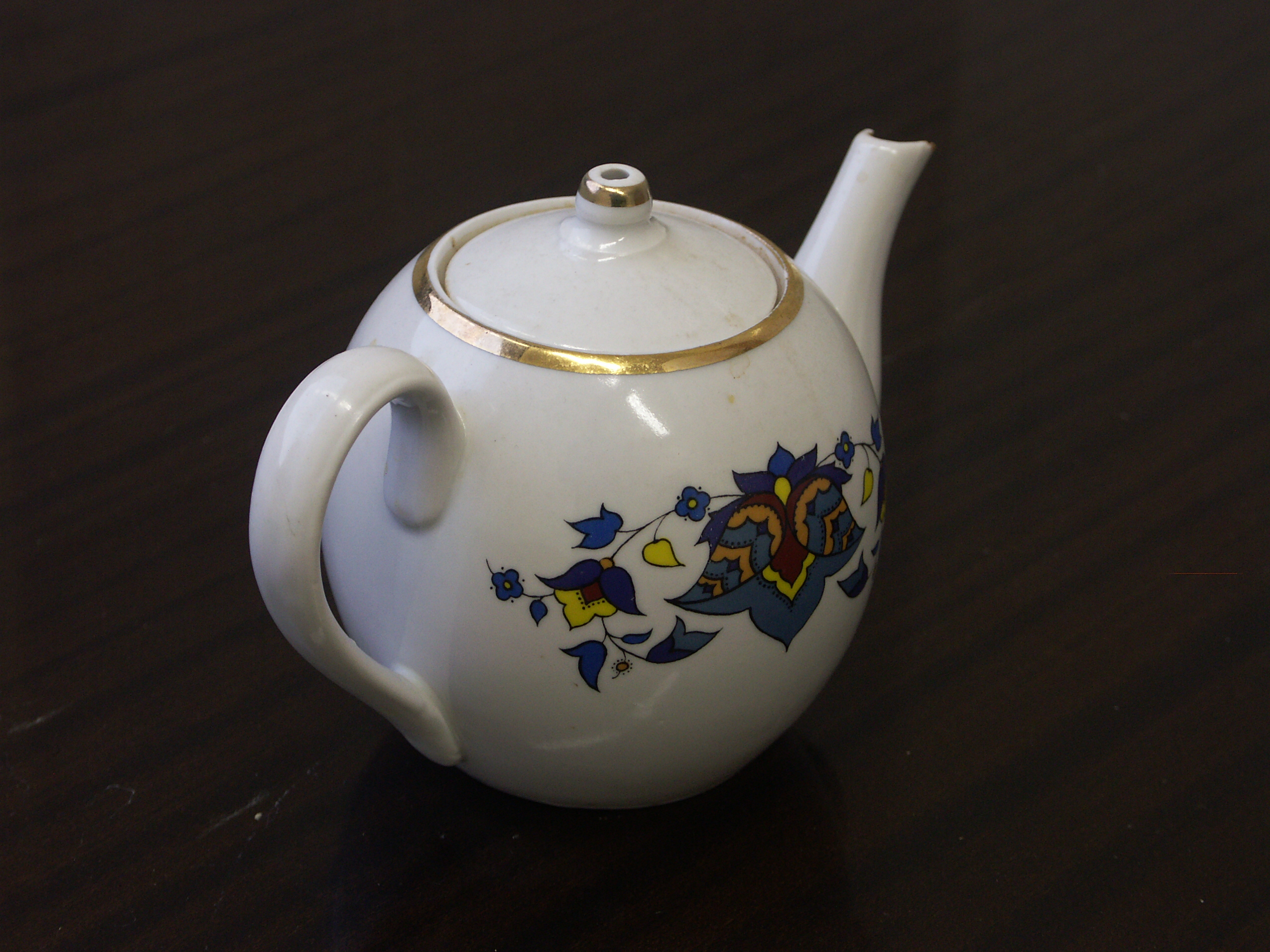
Чайник фаянсовый для заваривания чая

Ча́йник — полое изделие (сосуд) различной формы с крышкой, ручкой и носиком (также существуют чайники без носика), предназначенное для кипячения воды и заваривания чая.

## История

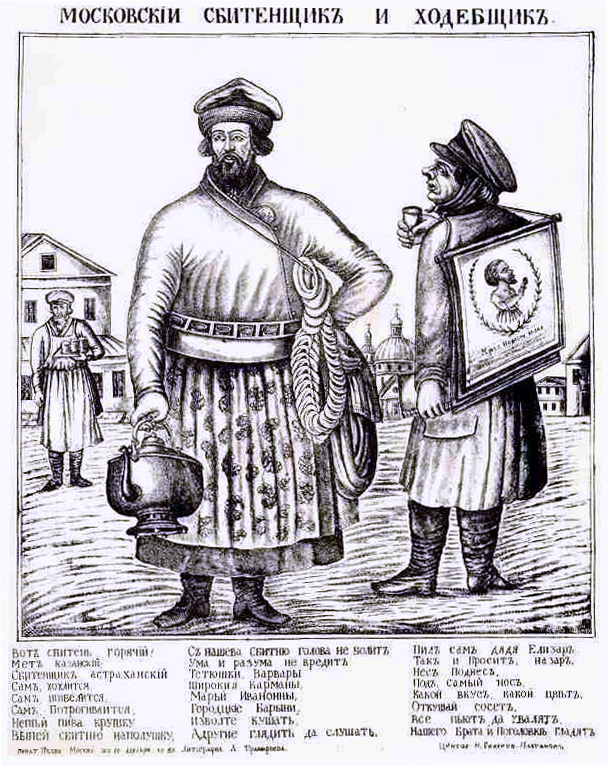
В правой руке у сбитенщика самовар-чайник

Возможно, прообразом чайников стали сбитенники (нагревательные чайники, самовары-чайники), в которых разносили сбитень.

## Типы чайников

### Чайник для плит
Чайник для кухонной плиты (обычно электрической или газовой) — часть кухонного оборудования, представляет собой обычно металлическую ёмкость с ручкой, которую для нагревания воды ставят на конфорку плиты.
Часто на носики таких чайников ставятся свистки, работающие от струи пара и предупреждающие о закипании характерным свистом.

### Электрический чайник
Электрический чайник использует для нагрева внутренний источник тепловой энергии (обычно трубчатый электронагреватель) со спиралью, питаемый электричеством. Такие чайники оснащены устройством, отключающим чайник при закипании воды. Существуют также чайники, поддерживающие необходимую температуру воды (обычно 90 градусов) после закипания, избегая повторного кипячения, которое, по мнению многих, портит вкус воды; такие чайники способны продолжительное время сохранять воду горячей и готовой к применению. Существуют энерго- и времясберегающие чайники, выполняющие быстрое кипячение только одной чашки воды, а не всего налитого в них объёма. Чаще всего чайники изготавливаются из пластика, реже из металла, ещё реже из стекла и керамики.

### Навесной чайник
Применяется для экономии пространства и подвешивается на стену. Через фильтр в него поступает вода напрямую из водопровода. Кран располагается в нижней части чайника, что позволяет полностью опорожнять чайник. Похож на приплюснутый подвесной самовар. Титан в пассажирских вагонах поезда, по сути, является навесным чайником.

### Походный чайник
Походный чайник (костровой) — в отличие от чайника для плиты, предназначен для подвешивания над костром, и применяется обычно в походных условиях.

### Тэцубин
Тэцубин — разновидность японского чугунного чайника.

## Заварочный чайник

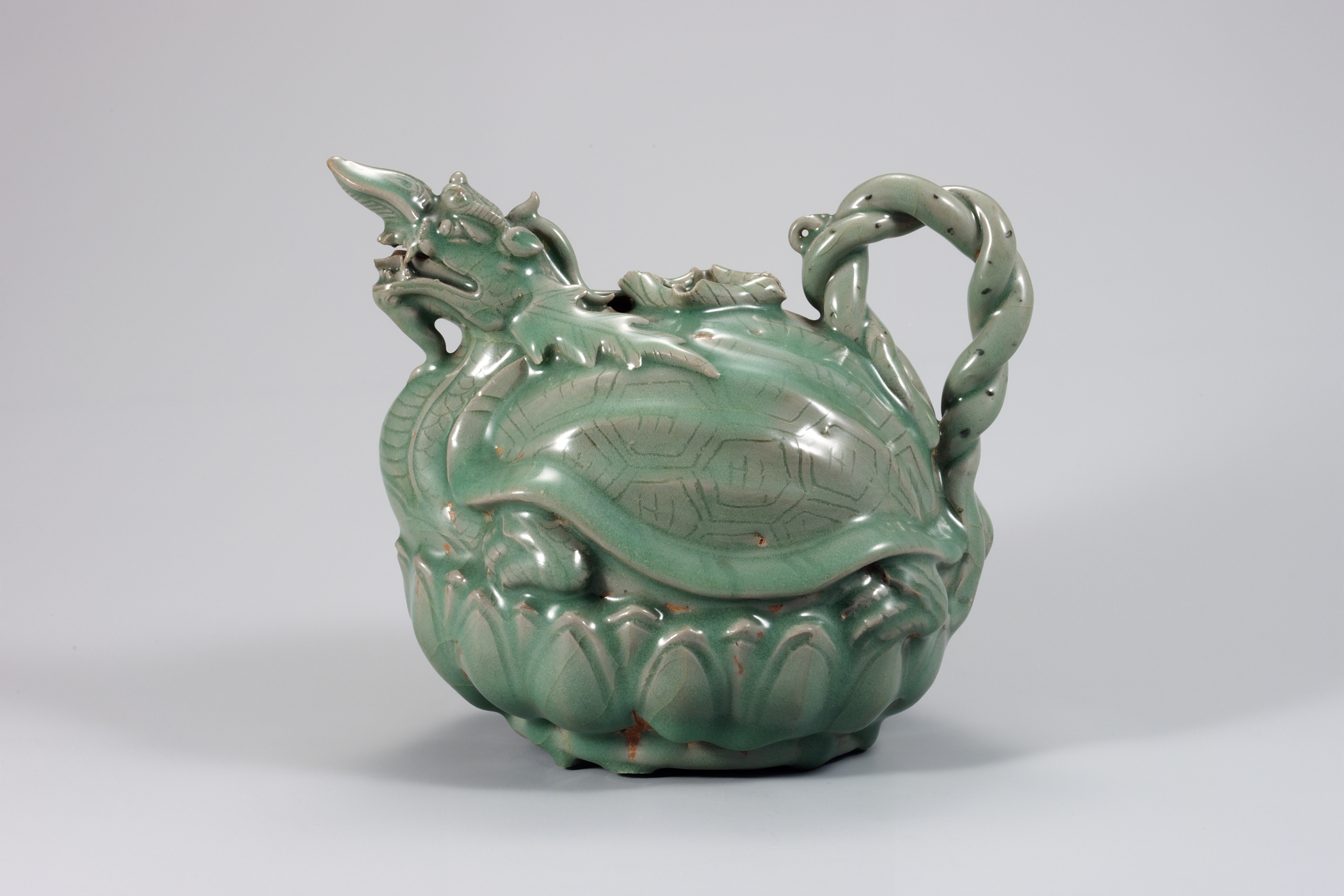
Заварочный чайник в виде черепахи, изготовленный мастерами Корё (X—XIV века), Национальный музей Кореи

Чайник для заваривания чая может быть керамическим, фаянсовым, фарфоровым, стеклянным, металлическим (нержавеющая сталь, «эмалировка»).

## Чайник в культуре
В селе Веськово (недалеко от Переславля-Залесского) действует Музей чайника.
Выдающийся британский философ и математик Бертран Рассел в одном из своих произведений предложил «летающий чайник» в качестве сатирической аллегории. С тех пор Чайник Рассела часто используется как юмористический контраргумент, когда речь заходит о том, что доказательство несостоятельности некоторой идеи — это задача для её противников, в то время как сторонники идеи якобы не обязаны доказывать её правильность.